# Silnice II/175
Silnice II/175 je silnice II. třídy, která vede z Blatné do Mirovic. Je dlouhá 17 km. Prochází jedním krajem a dvěma okresy.

## Vedení silnice

### Jihočeský kraj, okres Strakonice
- Blatná (křiž. II/121, II/173)
- Skaličany
- Vahlovice (křiž. III/1751, III/1752)
- Myštice (křiž. III/1211, III/1753)
- Kožlí (křiž. III/1754, III/1755)
- Svobodka

### Jihočeský kraj, okres Písek
- Pohoří (křiž. III/1756, III/1757)
- Slavkovice
- Kakovice (křiž. III/17510, III/17511)
- Mirovice (křiž. I/19)